# Jacek Sroka
Pour les articles homonymes, voir Sroka.
 (octobre 2012).
Jacek Sroka est un peintre et graveur polonais né à Cracovie (Pologne) en 1957.

## Biographie
Après des études à l'académie des beaux-arts de Cracovie, où il fréquente les ateliers de Mieczysław Wejman (gravure) et Jan Świderski (peinture), il obtient son diplôme de gravure en 1981. La même année, il devient assistant professeur à l'Académie, poste qu'il abandonne en 1989 pour se consacrer entièrement à ses travaux personnels. 

### Prix
Lauréat de la biennale de la gravure de Mulhouse en 1984, il est primé dans plusieurs autres concours internationaux : Toronto en 1986, Reykjavik et Vaasa en 1987, Biennale de Séoul en 1988 (grand prix).
En 2001, il obtient en Pologne le prix Wojtkiewicz pour l'ensemble de son œuvre. 

## Commentaire
En décembre 2004, le journal L'Humanité Hebdo écrit, à propos de son exposition à Paris dans le cadre de la saison polonaise en France : 

« Sroka est un des peintres les plus significatifs de notre époque [...]. [Il] est un immense peintre d'histoire, et ses images, à vocation mentale et sociale, l'attestent. Il peint un air du temps carbonisé. »

## Musées et collections particulières
Ses travaux figurent dans de nombreuses collections publiques et privées en Pologne et ailleurs : Musée national à Cracovie, Metropolitan Museum of Art à New York, British Museum à Londres, musée Fridericianum à Cassel, musée de Kumamoto au Japon, l'Albertina à Vienne, Bibliothèque nationale de France (cabinet des estampes) à Paris, collection Sprovieri à Rome, collection Asperger à Berlin, etc.

## Principales expositions individuelles
- 1991 : KunstlerHaus Bethanien, Berlin
- 1992 : Historical Museum, Cracovie
- 1994 : Post & Salamon Contemporary Art, Brunssum, Pays-Bas
- 1995 : MMG Gallery, Tōkyō - Denis Canteux Gallery, « Les Cascades », Paris
- 1996 : Peintures et dessins, musée des beaux-arts, Chambéry
- 1997 : Palais des Beaux-Arts, Cracovie
- 1998 : MMG Gallery, Tōkyō
- 1999 : Brantebjerg Gallery, Nykobings, Danemark
- 2001 : Mestna Galerija, Nova Gorica, Slovénie. - Project RM Gallery, San Francisco - SPAP Sukiennice Gallery, Cracovie
- 2002 : Pryzmat Gallery, Cracovie
- 2003 : MMG Gallery, Tōkyō
- 2004 : GP Gallery, Varsovie - Galerie Denis Canteux /Galerie Garcia-Laporte, Paris
- 2005 : Galerie Post+Garcia, Maastricht - Galerie du musée du pays d'Ussel (Corrèze)
- 2006 : Art contemporain Mac 2006
- 2008 : Rétrospective, musée national de Cracovie[1]